# Admiralitätskirche

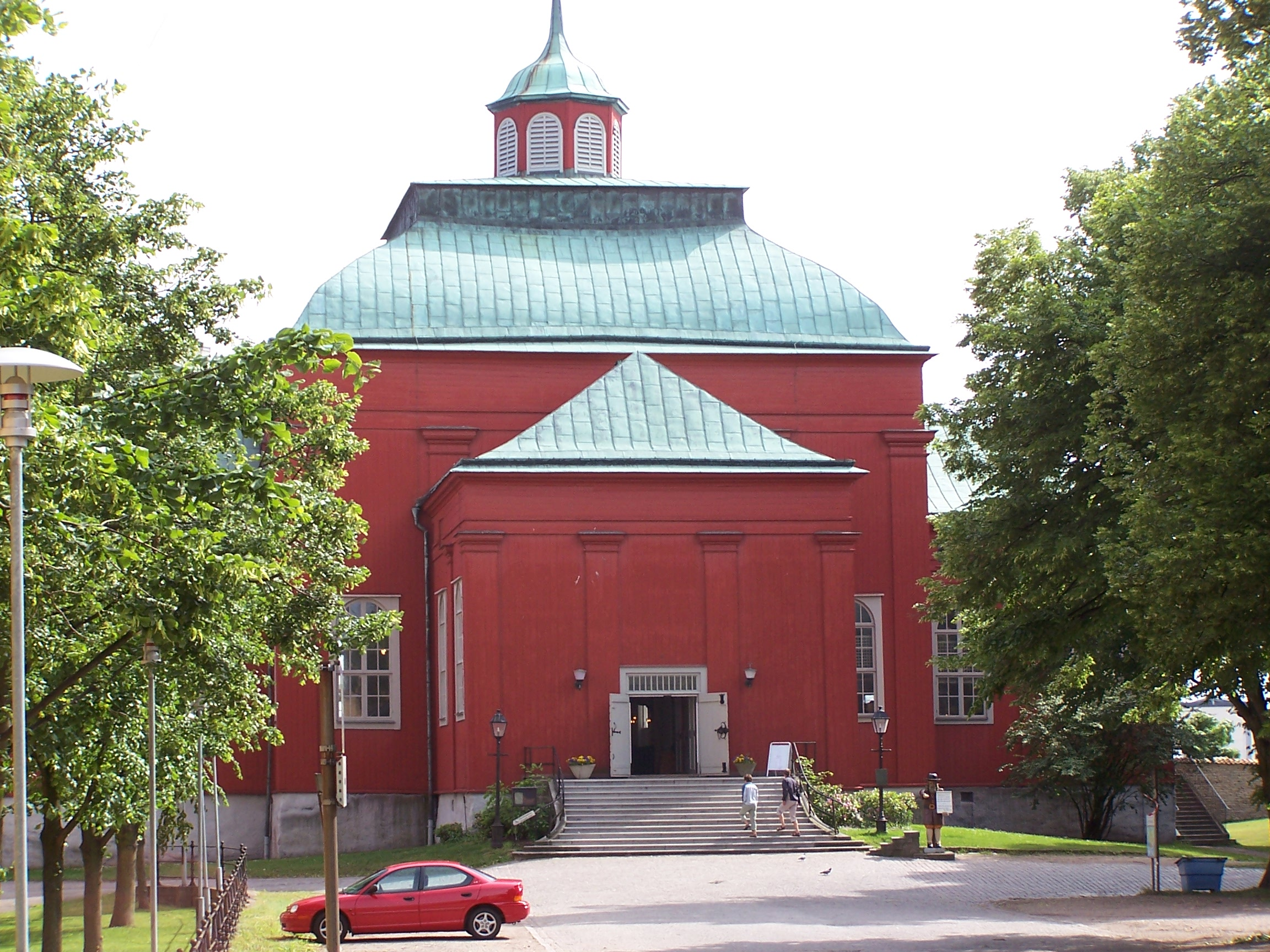
Admiralitätskirche

Die Admiralitätskirche (auf Schwedisch Amiralitetskyrkan, auch Ulrica Pia genannt) ist eine Kirche in Karlskrona auf Trossö und gehört zur Admiralitätsgemeinde Karlskrona. Die Kirche heißt Ulrica Pia nach der Prinzessin Ulrika Eleonora der Älteren (Pia ist lateinisch für fromm). Die Kirche steht auf dem südöstlichen Teil der Insel Trossö an der Vallstraße und ist Teil des Weltkulturerbes Marinehafen Karlskrona.

## Geschichte
Die Stadt und die Werft Karlskrona wurden 1679 gegründet, und 1681 entstand die Admiralitätsgemeinde Karlskrona. Der Standort der Gemeindekirche auf der südöstlichen Landzunge der Insel Trossö wurde im ersten Stadt- und Befestigungsplan 1683 festgelegt.
Es ist nicht gesichert, wer die Kirche plante, aber der Architekt kann der dem Viertel vorstehende Erik Dahlberg gewesen sein. Das Holz für die Kirche kam aus Riga, heute Hauptstadt von Lettland, damals mit 100.000 Einwohnern Schwedens größte Stadt. Am 20. September 1685 wurde die Kirche eingeweiht und bekam ihren Namen Ulrica Pia.
Ursprünglich lag die Kirche innerhalb der Trennmauer zwischen der Stadt und der Marinebasis mit der Werft. Im 19. Jahrhundert wurde unter anderem die Mauer an der Kirche abgerissen und durch eine weniger starke Mauer zwischen Kirche und Marinebasis ersetzt. Im Viertel nördlich der Werftstraße gibt es noch Reste der ursprünglichen Mauer. Auch um die Werft gibt es noch ein großes Mauerstück.
Die Admiralitätskirche war die Kirche der Großkirchengemeinde der Drottningstraße. Als Behelfslösung gedacht, sollte sie durch eine große Steinkirche ersetzt werden. Nach vielen verschiedenen Entwürfen und Diskussionen wurde zum Mittsommerfest 1760 der Grundstein für eine Steinkirche am Admiralitätsglockenturm gelegt. Zu Ehren des Königs sollte sie Adolf Fredrikskyrka heißen. Die Entwürfe zu dieser Kirche von Carl Johan Cronstedt sind auf zwei Kupferstichplatten, die der Gemeinde gehören. Es fehlte jedoch am Geld und nach 20 Jahren erreichten die Mauern nur 14 Ellen (etwa 4 m). Auf einen königlichen Brief legte man das ganze Projekt nieder und der Kirchenbau wurde eine Ruine.
1822–1823 durchlief die Holzkirche eine umfassende Renovierung, unter anderem kam der Leuchter im Mittelquadrat hinzu.
Um 1850 wurde schließlich klar, dass die Steinkirche nie zustande kommen würde. Die Reste wurden abgerissen und weckten stattdessen den Gedanken, wenn man schon keine Steinkirche haben konnte, so könnte die Holzkirche wenigstens wie eine aussehen, so wie die Friedrichskirche und die Dreifaltigkeitskirche im Stadtzentrum. Deshalb wurde Außenvertäfelung ausgetauscht, die Kirche wurde gelb gestrichen und mit architektonischen Details im Barockstil versehen. Dann verfiel die Kirche eine Zeit lang, aber wurde 1864 repariert.
1875 begann man die Frage einer Steinkirche erneut zu debattieren, eine Debatte, die sich 30 Jahre fortsetzte, bis das Departement für Seeverteidigung den Antrag der Gemeinde um Geldmittel ablehnte. Danach bekam die Gemeinde stattdessen Geld, das der König für eine Aufrüstung der Kirche bewilligte, die dann 1908–1909 durchgeführt wurde. Die Kirche wurde mit Elektrizität versehen und bekam ein neues Blechdach. Vor dem Nordgiebel wurde 1845 eine Vorhalle errichtet, die von C.E. Wallenstrand entworfen wurde. Diese wurde bei Stadtarchitekt S. Ulléns Restaurierung 1943–1949 wieder entfernt. 1958 wurde das Blechdach zu einem Kupferdach ausgebaut. Das folgende Jahr bekam die Kirche eine neue Haupttreppe aus Ölandstein im selben Stil wie die alte und mit den alten Geländern.
1974 beschloss der Eigentümer, das Fortifikationsamt, dass das Äußere rot gestrichen werden sollte, weil die Kirche ihren ursprünglichen Charakter wiederbekommen sollte. Das Reichsdenkmalsamt war dagegen, trotzdem wurde die Kirche 1985 rot gestrichen.

## Äußere Erscheinung
Die Kirche ist ganz aus Holz errichtet, rot gestrichen und hat den Grundriss eines griechischen Kreuzes. Der Mittelteil misst 20 × 20 Meter, die Kreuzarme sind von gleicher Größe. Der Kirchenchor befindet sich im östlichen Arm, zusammen mit der Sakristei.
Von außen tritt die Mittelpartie als kubischer Baukörper hervor, mit Herrenhausdach und krönendem Oktogon mit s-förmiger Haube. Die Kreuzarme ragen als Vorhallen hervor; sie tragen Walmdächer. Die holzpanäligen Fassaden werden durchgehend von Säulen unterbrochen. Die Fenster sind abgerundet mit rechtwinkligen Rahmen. Die Eingänge sind im Norden, Westen und Süden mit rechtwinkligen Doppeltoren mittig an den Kreuzarmgiebeln.

## Innere Erscheinung

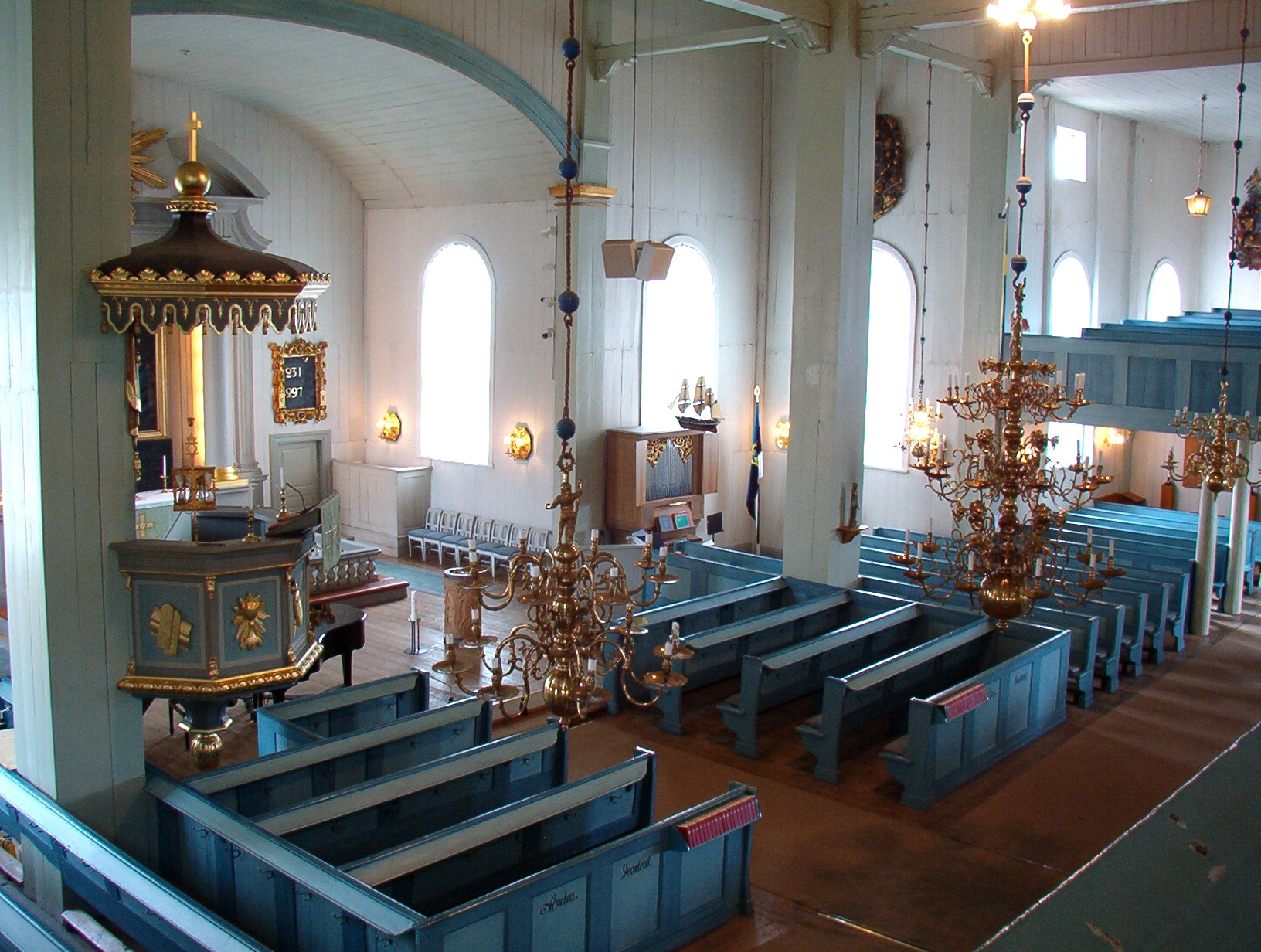
Teil der Inneneinrichtung

Innen ist das Holz hellblau und hellgrün, in Anspielung auf den Himmel. Die vier starken Holzsäulen des Innenraumes, die mit waagrechten Balken verbunden sind, tragen die Dachkonstruktion des Mittelteils. Die Säulen bilden ein kleineres Mittelquadrat, das von einer höheren Decke mit Bemalung gedeckt ist (nicht ursprünglich, die Erhöhung stammt wahrscheinlich von 1822–1823), sowie einem Rundgang mit ebener Holzdecke.
Der südliche und nördliche Kreuzarm haben Emporen und glatte Holzdecken. Das Orgelwerk im Westen ist in einer tonnenförmig gewölbten Nische platziert. Der Chor ist durch eine gewölbte Decke abgeschlossen.
Die Wände sind mit Holzpaneelen verkleidet. Die ursprünglichen höheren Emporen wurden bei der Restaurierung durch den Architekten Theodor Wåhlin abgenommen. Bei der Restaurierung, die zwischen 1943 und 1949 vom damaligen Stadtarchitekten S. Ullén geleitet wurde, kamen unter anderem die Vorhallen der Kreuzarme und neue Außentreppen im Süden und im Westen dazu. Diese Restaurierung gab der Kirche ein helleres Inneres und Wärmeleitungen. Die Deckendekoration wurde übermalt. Es gab nun auch Bänke in dunkelgrauer Farbe, die später etwas heller gestaltet wurden (Siehe Bild).
Zwischen Außenwänden und Innenwänden verbirgt sich eine 20 cm große Aushöhlung. Die Innenwand soll erst 1691 fertiggestellt worden sein, sechs Jahre nach der Einweihung. Dies brachte im Winterhalbjahr Probleme für Priester und Besucher. Die Probleme bestanden jedoch fort, sogar als die Innenwand eingerichtet war und ein grüner Ofen deshalb in die Sakristei gemauert wurde.

## Ausstattung

### Altaraufsatz und Altartafel
Der klassizistische Altaraufsatz mit strahlender Sonne wurde vermutlich 1822/23 hergestellt und kann von oder in Zusammenarbeit mit dem Admiralitätsbildhauer Johan Törnström geschaffen worden sein. Der Altaraufsatz wurde 1908/09 mit gemalter Scheinarchitektur versehen.
Die Altartafel ist eine Kopie von Peter Paul Rubens Gemälde Der Lanzenstoß, das sich in der Kathedrale in Antwerpen befindet. Der Altaraufsatz mit den Säulen wurde in Zusammenhang mit der Renovierung 1822–1823 hergestellt. Die Scheinarchitektur der Säulen kam mit der Aufrüstung der Kirche 1908/09.

### Kanzel

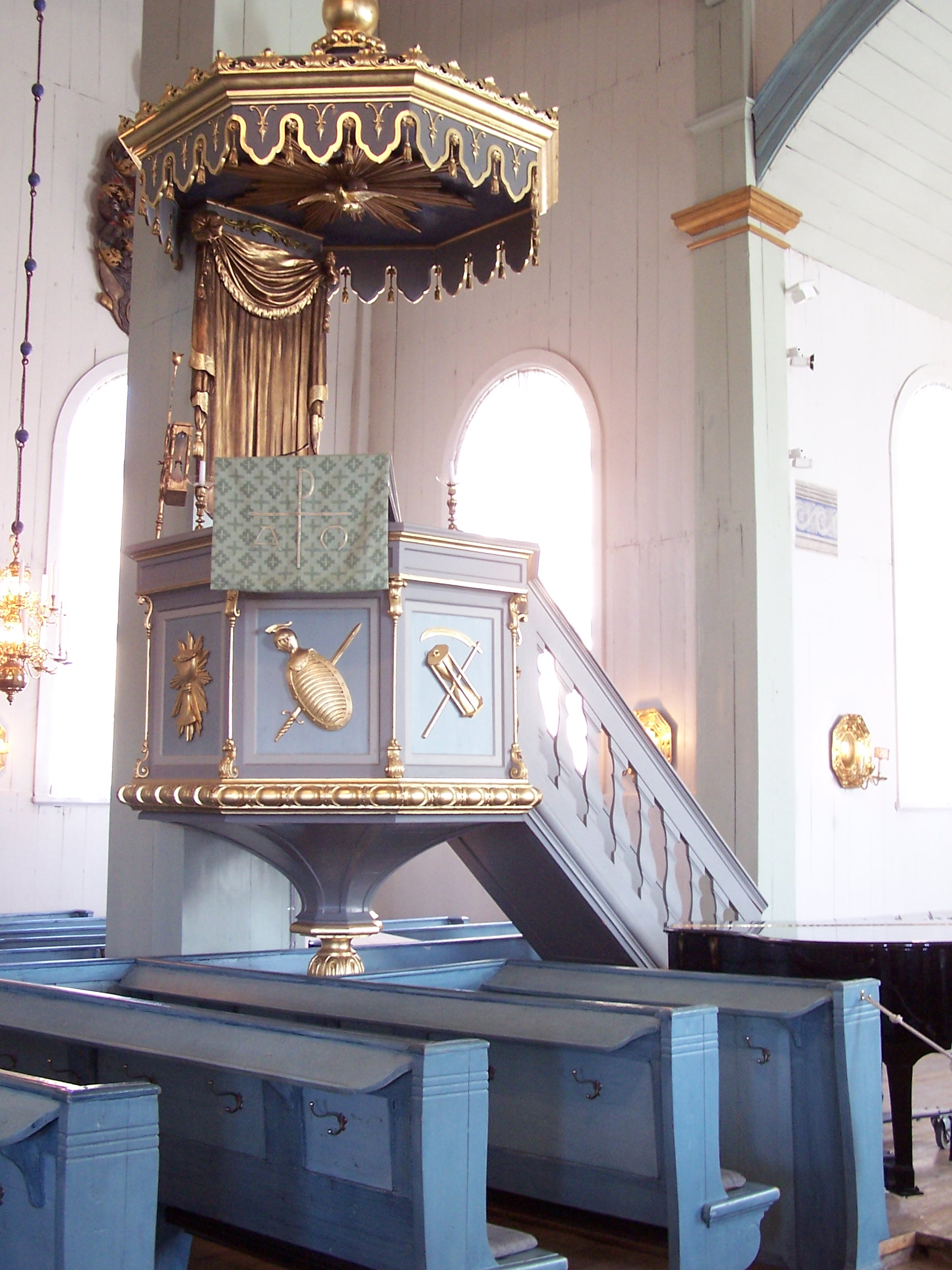
Die Kanzel

Die jetzige Kanzel soll bei der Reparatur der Kirche 1864 dazugekommen sein. Sie ist achtkantig, grau mit Vergoldungen und hat ein Klangdach. Auf sechs Seiten gibt es braune Felder mit christlichen Symbolen: Gesetzestafeln, Bibel, Kelch, Schwert, Schild und Anker. Sie sind Symbole für des Christen geistliche Rüstung.

### Grab- und Gedenkmäler
In der Kirche sind eine Anzahl Denk- und Grabmäler untergebracht. Im Grabkeller befinden sich heute 283 Särge, verteilt auf 23 Grabkammern.
Es gibt auch ein Modell der Korvette Carlskrona. Dieses Schiff sank bei einem Orkan vor Floridas Küste 1846. 114 von 131 Personen starben.
Eine große Gedenktafel über Seeleute, die während der zwei Weltkriege umkamen, hängt an der Südwand.

### Kruzifix
Das Kruzifix, aus Zedernholz mit Einlagen aus Perlmutt, Elfenbein und Ebenholz wurde der Kirche 1744 von Kapitän Carl Raab geschenkt. Er bekam es 1728 vom Patriarchen in Konstantinopel, als dieser auf Raabs Schiff von Palästina nach Konstantinopel reiste. Es wurde in Jerusalem hergestellt und lag 1728 auf Christi Grab. Carl Raabs Grabmal ist auch in der Kirche zu sehen.

### Kirchensilber und sonstige Inventarien
Im Silberschrank wird die Silbersammlung der Kirche samt einem Teil ihrer Bücher gezeigt. Der Schrank steht im Nordwestteil der Kirche.

### Glocken
Die Glocken sind 1699 gegossen und gleichstimmig mit dem Admiralitätsglockenturm.

### Orgeln

#### Kabinettsorgel
1857 kaufte die Gemeinde eine Kabinettsorgel von Fourneaux in Paris, die mit Flottenschiffen heimgebracht wurde. Da die Kirche in schlechtem Zustand war, wurde die Orgel arg mitgenommen und bekam unter anderem ein Wachstuch übergedeckt, um sie vor Regentropfen aus dem Dach zu schützen. Erst 1833 bekam die Gemeinde Geld für eine richtige Kirchenorgel. Die Kabinettsorgel zog in die Volksschule der Gemeinde um, stand dann einige Jahre im Blekinge Museum, durfte aber schließlich in die Kirche zurückkommen, wo sie seit 1979 zu sehen ist. Es ist ein Schrank mit Tülleversehenen Türen und gekrönt mit einem Überzug, dekoriert mit mehreren Musikinstrumenten.

#### Hauptorgel
Die Hauptorgel wurde 1833 eingeweiht und ist von Salomon Molander in Göteborg gebaut. Sie hat 23 Stimmen, 3 Manuale und Pedal. Ein umfassender Umbau fand 1962 statt. Mårtenssons Orgelfabrik baute da das pneumatische System aus und installierte ein elektrisches. Danach umfasste die Orgel ganze 34 Stimmen. Nach Mårtenssons Umbauten und Erweiterungen hinter Molanders Fassade 1932, 1947, 1962–1963 und 1980 hat die Orgel pneumatische Windwerke mit elektrischer Traktur und Registratur.
| I Hauptwerk C–g3 |     |
| Principal        | 16′ |
| Borduna          | 16′ |
| Principal        | 8′  |
| Gedakt           | 8′  |
| Flöjt Harmonik   | 8′  |
| Gamba            | 8′  |
| Oktava           | 4′  |
| Qvinta           | 3′  |
| Oktava           | 2′  |
| Trumpet          | 16′ |
| Trumpet          | 8′  |

| II Schwellwerk C–g3 |    |
| Principal           | 8′ |
| Rörflöjt            | 8′ |
| Salicional          | 8′ |
| Principal           | 4′ |
| Flöjt Harmonik      | 4′ |
| Corno               | 8′ |

| Pedalwerk C–f1 |     |
| Subbas         | 16′ |
| Wiolon         | 16′ |
| Qvinta         | 12′ |
| Wioloncelle    | 8′  |
| Oktava         | 4′  |
| Basun          | 16′ |

- Koppeln: II/I, I/P, II/P

1975 bekam die Gemeinde ihre erste Chororgel, ein Positiv gebaut von Olof Hammarberg in Göteborg mit 5 Registern.

## Admiralitätsglockenturm
Hauptartikel: Admiralitätsglockenturm
Der Glockenturm der Gemeinde steht im Admiralitätspark. Er wurde 1699 errichtet und war ursprünglich die „Essensuhr“ der Marinewerft, dazu gedacht die Arbeit auf der Werft effektiver zu machen, indem man für die Arbeit innerhalb der Werft die Zeit angab.

## Gubben Rosenbom
Hauptartikel: Rosenbom
In der Kirche steht hinter Glas „Gubben Rosenbom“, der Alte Rosenbom, eine mannshohe Holzfigur. Sie war lange Jahre vor der Kirche im Freien platziert; erstmals wurde ihr Standort 1793 erwähnt. 1956 hat man das Original ins Innere der Kirche verbracht. Draußen zieht seither eine leicht modernisierte Kopie die Besucher an. Die Figur ist eine Armenbüchse; wer den Hut hebt, kann eine Münze spenden.